# Étienne Bacrot
Étienne Bacrot (Lille, 21. listopada 1990.), francuski šahovski velemajstor. Velemajstor od 1997. godine, s 14 godina i 2 dana. 
Sedmerostruki prvak Francuske u šahu: 1999. – 2003., 2008. i 2012.
FIDE rejting mu je 2695, a u brzopoteznim kategorijama "rapid" 2710 i 2627 u kategoriji "blitz" siječnja 2017. godine. Siječnja 2017. drugi je najbolje rangirani francuski igrač.
Najviši rejting u standardnom šahu po Elo rankingu bio mu je ožujka 2016. godine, 2701 bod.

## Vanjske poveznice
- Partije na Chessgames.com